# Microlitíase testicular

Microlitíase testicular

A microlitíase testicular é uma doença caracterizada pela presença de microcalcificações no interior dos túbulos seminíferos presentes no testículo. Sua patogênese é controversa e sua relevância clínica é incerta.
Esta doença geralmente é descoberta incidentalmente durante a ultrassonografia do escroto. Pode ser encontrada em indivíduos normais ou em associação a uma grande variedade patologias testiculares benignas e malignas, principalmente dos tumores testiculares.
Dentre as patologias benignas, é descrita sua associação com a síndrome de Klinefelter, criptorquidismo, subfertilidade/infertilidade, infecções (tuberculose, filariose, etc), trauma, varicocele, cisto de epidídimo e neoplasias benignas, incluindo tumor carcinóide primário do testículo, teratoma maduro, tumor adenomatóide e tumor do cordão sexual-estroma. Dentre as neoplasias malignas, as microcalcificações foram observadas em casos de seminoma, teratoma maligno, tumor carcinóide metastático e carcinoma de células embrionárias.
Em 1982, Ikinger e col., estudando 43 tumores testiculares demonstrou uma freqüência de 60% de microcalcificações nestes testículos e sugeriu que a microlitíase seria um sinal específico e precoce das neoplasias testiculares. Outros trabalhos, entretanto, defendem que esta associação seria casual, primeiro, pela ocorrência de microcalcificações nos testículos de pacientes com criptorquidismo e subfertilidade/infertilidade, fatores de risco conhecidos para o desenvolvimento destas neoplasias. E, segundo, pela presença de microcalcificações no testículo contralateral sem tumor.
Estudos científicos não comprovam se a microlitíase pode ser considerada a causa de outras patologias. Entretanto, há evidências que justificam o acompanhamento ultrassonográfico dos pacientes portadores de microlitíase com a finalidade de diagnosticar precocemente os tumores testiculares.